# 루드베키아속
루드베키아(Rudbeckia)는 국화과 루드베키아속에 속하는 식물의 총칭이다.

## 특징
원산지는 북아메리카이며 한국에서도 여러 종이 재배되거나 귀화하여 자생하고 있다. 대부분 여러해살이풀이며 몇몇은 한해살이 또는 두해살이다. 종에 따라 짧게는 30cm에서 길게는 3m까지도 자란다. 꽃의 크기는 역시 종에 따라 지름이 작은 것은 5cm 정도이며 큰 것은 20cm 이상인 것도 있다.

## 종류
한국에서 흔히 볼 수 있는 종으로 원추천인국(Rudbeckia bicolor), 모식종인 원추천인국(Rudbeckia hirta), 삼잎국화(Rudbeckia laciniata) 등이 있다.